# Nicola Beller Carbone

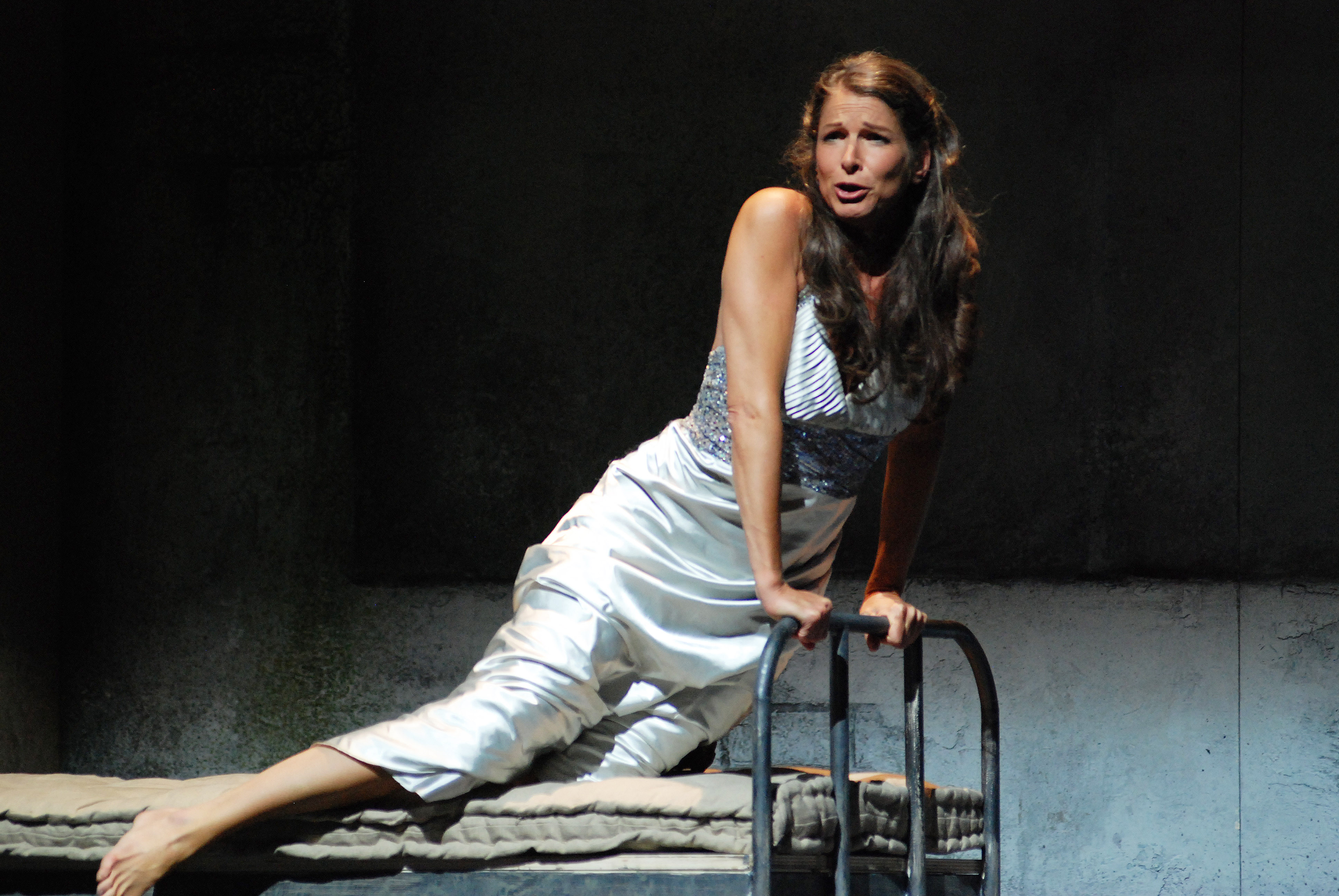
Nicola Beller Carbone als Färberin in Die Frau ohne Schatten von Richard Strauss am Hessischen Staatstheater Wiesbaden 2014

Nicola Beller Carbone (* 1964 in Mannheim) ist eine deutsche Sopranistin, die in Spanien aufgewachsen ist.

## Ausbildung
Beller Carbone wuchs mit ihrer Familie in Spanien auf und besuchte dort die Deutsche Schule in San Sebastian, dann die Firmenschule Adam Opel in Zaragoza und machte 1982 das Abitur am Colegio Aleman in Barcelona. Sie begann schon mit vier Jahren Klavierunterricht zu nehmen und gab bei Juventudes Musicales im Alter von 16 Jahren einige Konzerte in Zaragoza. Seit dem Kindesalter widmete sie sich dem Ballett und begann zunächst eine Schauspielausbildung an der Escuela de Arte dramatico de Zaragoza, war gleichzeitig im Straßentheater (Escaparate, El Grifo) und Kabarett in Zaragoza und Madrid aktiv (Boulevard Magenta) und sammelte erste Erfahrungen im Funk und Fernsehen. Sie begann dann erst 1988 ihre Gesangsausbildung an der Escuela Superior de Canto de Madrid bei Dolores Ripolles. 1991–1993 wurde sie an das Opernstudio München engagiert, wo sie bei Astrid Varnay Gesangsgestaltung weiterstudierte.

## Karriere
Hellmuth Matiasek verpflichtete sie 1993 in ihr erstes Festengagement an das Staatstheater am Gärtnerplatz. 1996 wechselte sie an das Nationaltheater Mannheim unter Jun Märkl und war dort festes Ensemblemitglied bis 2001. Seitdem arbeitet sie freiberuflich.
Mit ihrem Salome-Debüt 2003 am Stadttheater Osnabrück wechselte sie ins Fach des Spinto-Sopran. Mittlerweile hat sie die Salome in 14 Produktionen gesungen, darunter 2008 die Robert Carsen–Inszenierung im Teatro Regio di Torino unter Gianandrea Noseda und die Nicolas Brieger–Inszenierung 2009 in Genf am Grand Théâtre de Genève unter Gabriele Ferro. Sie widmet sich verstärkt dem Repertoire des 20. Jahrhunderts mit Opern von Alexander Zemlinsky, Franz Schreker, Erich Wolfgang Korngold, Ernst Krenek, Dmitri Dmitrijewitsch Schostakowitsch, Alban Berg, aber auch weiterhin Richard Strauss und Richard Wagner.
Tosca, Marie in Wozzeck, und Katerina Ismailowa gehören zu ihren meistgesungenen Partien.
Ihr Debüt als Regisseurin gab sie 2024 in Madrid in einer Koproduktion zwischen dem Teatro de la Zarzuela und der Fundación Juan March mit der Kammeroper Domitila.

## Dozentin
2013 begann Beller Carbone neben ihrer Gesangskarriere Workshops für szenischen Unterricht und Gesangsgestaltung zu erteilen. Einladungen an das Internationale Opernstudio Zürich, die Escuela Superior de Canto de Madrid, die Accademia del Maggio Fiorentino, die FIAK (Fundación Internacional Alfredo Kraus), die Theaterakademie August Everding in München und das Conservatoire de Musique Montrèal führten sie dazu, 2013 die Sommerschule „InCanto Tignano“ in der Toskana zu gründen, wo sie gemeinsam mit dem schottischen Regisseur Paul Curran jungen Sängern szenischen Unterricht gab.
Seit 2019 gehört sie zum festen Dozententeam des Opernstudios der Bayerischen Staatsoper mit regelmäßigen Meisterklassen für Schauspiel und gesanglichen Ausdruck. 2019 gründete sie „LIBERAinCANTO“, einen Meisterklassenworkshop für Opernsänger.

## Persönliches
Beller Carbone ist mit dem italienischen Goldschmied und Gründer der Goldschmiedeschule Le Arti Orafe Firenze, Gio Carbone, verheiratet.

## Opernproduktionen (Auswahl)
- 2006: Santuzza in Cavalleria rusticana an der Deutschen Oper Berlin
- 2007: Katerina Ismailova in Lady Macbeth von Mzensk an der Canadian Opera Company Toronto
- 2007: Sieglinde in Die Walküre am Nationaltheater Weimar
- 2008: Titelpartie in Salome im Teatro Regio di Torino
- 2008: Titelpartie in Tosca in der Opera de Nice
- 2008: Leonore in Karl V. von Ernst Krenek bei den Bregenzer Festspielen
- 2008: Rosalinde in Die Fledermaus an der Opéra de Lyon
- 2009: Titelpartie in Salome im Grand Théâtre de Genève
- 2009: Marie/Marietta in Die tote Stadt am Teatro Massimo Palermo
- 2009: Gutrune in Götterdämmerung am Teatro La Fenice
- 2010: La femme in La voix humaine an der Oper Köln
- 2010: Titelpartie in Francesca da Rimini am Teatro Argentino La Plata
- 2011: Livia Serpieri in der Uraufführung von Marco Tutinos Senso am Teatro Massimo Palermo
- 2011: Marie im Wozzeck an der Santa Fe Opera
- 2012: Titelpartie in Salome am La Monnaie, Bruxelles
- 2012: Nyssia in Der König Kandaules von Zemlinsky am Teatro Massimo Palermo
- 2012: Titelpartie in Salome am Opernhaus Zürich
- 2012: Musetta in La Bohème von G. Puccini in den Chorégies d’Orange
- 2012: Titelpartie in Pepita Jiménez von Pablo Sorozábal im Teatro Argentino La Plata
- 2013: Infantin in Der Zwerg von Zemlinsky an der Opéra National de Paris
- 2013: Carlotta in Die Gezeichneten von Franz Schreker an der Oper Köln
- 2014: Diemut in Feuersnot am Teatro Massimo Palermo
- 2014: Titelpartie in Salome in der Kungliga Operan Stockholm
- 2014: Gräfin de la Roche in Die Soldaten von B. A. Zimmermann an der Bayerischen Staatsoper München
- 2014: Färberin in Die Frau ohne Schatten am Hessischen Staatstheater Wiesbaden
- 2015: Titelpartie in La grand duchesse de Gerolstein von Jacques Offenbach (auf Spanisch) im Teatro de la Zarzuela Madrid
- 2015: Katerina Ismailova in Lady Macbeth von Mzensk an der Opera de Monte Carlo
- 2015: Isolde in Tristan und Isolde von Richard Wagner, 2. Akt konzertant bei den Maifestspielen Wiesbaden
- 2015: Pepita Jimenez von Isaac Albéniz im Teatro Campoamor Oviedo
- 2015: Sieglinde in Die Walküre von Richard Wagner am Teatro Campoamor Oviedo
- 2015: Chrysothemis in Elektra von Richard Strauss an der Opéra de Montréal
- 2016: Ophelia in Die Hamletmaschine von Wolfgang Rihm am Opernhaus Zürich
- 2016: Titelpartie in: Medea von Luigi Cherubini (auf Italienisch) an der Opera de Nice
- 2016: Nyssia in Der König Kandaules von Zemlinsky im Teatro de la Maestranza Sevilla
- 2017: Casilda in La Villana von Amadeo Vives im Teatro de la Zarzuela
- 2017: Julia Farnese in Bomarzo von Alberto Ginastera im Teatro Real, Madrid
- 2017: Soleá in  El gato montés von Manuel Penella im Teatro de la Zarzuela Madrid
- 2017: Jenny in Aufstieg und Fall der Stadt Mahagonny von Kurt Weill im Teatro Colon, Buenos Aires
- 2018: Yü Pei in Der Kreidekreis von Alexander Zemlinsky an der Opera de Lyon
- 2018: Kundry in Parsifal von Richard Wagner bei den Tiroler Festspielen Erl
- 2018: Marie in Der Diktator von Ernst Krenek am Teatro de la Maestranza Sevilla
- 2018: Der Trommler in Der Kaiser von Atlantis von Viktor Ullmann am Teatro de la Maestranza Sevilla
- 2019: Eurydice in Orpheé et Eurydice  von Christoph Willibald Gluck am Teatro Villamarta in Jerez de la Frontera
- 2019: Anna I & II in Die sieben Todsünden von Kurt Weill am Hessischen Staatstheater Wiesbaden
- 2019: Die Frau in Erwartung von Arnold Schönberg mit dem Netherlands Radio Philharmonic Orchestra
- 2019: Kundry in Parsifal von Richard Wagner bei den Tiroler Festspielen Erl
- 2019: Feldmarschallin in Der Rosenkavalier von Richard Strauss am Hessischen Staatstheater Wiesbaden
- 2020: Elektra in Elektra von Richard Strauss am Stadttheater Klagenfurt
- 2021: Marie in Marie von German Alonso im Teatro Abadia und im Teatro Lope de Vega
- 2021: Anna I in Die sieben Todsünden von Kurt Weill am Teatro Arriaga Bilbao
- 2021: Soleà in El gato Montès von Manuel Penella im Teatro Campoamor
- 2021: Elle in La voix humaine von Francis Poulenc im Gran Teatro Cordoba
- 2021: Elle in La voix humaine von Francis Poulenc im Espacio Turina in Sevilla
- 2022: Elle in La voix humaine von Francis Poulenc im Euskalduna Bilbao/ABAO
- 2022: Bianca in Eine florentinische Tragödie von Alexander von Zemlinsky im Euskalduna Bilbao/ABAO
- 2022: Natascha in Bluthaus von Georg Friedrich Haas an der Bayerischen Staatsoper
- 2022: Madame Croissy in Dialogues des Carmélites von Francis Poulenc am Teatro Villamarta
- 2023: Fabia in El caballero de Olmedo, Uraufführung von Arturo Díez Boscovich am Teatro de la Zarzuela
- 2024: Sylvie Meier in Otages, Uraufführung von Sebastian Rivas an der Opera de Lyon
- 2024: Madame von Luber in Der Silbersee von Kurt Weill an der Opera National de Lorraine
- 2024: Regisseurin der Kammeroper Domitila von Joao Guillerme Ripper in der Fundación Juan March

## Medien

### DVD
- 2008: Ernst Krenek: Karl V., Bregenzer Festspiele 2008
- 2014: Richard Strauss: Feuersnot, Teatro Massimo Palermo 2014

### CD
- 2007: Ludwig van Beethoven: Messe in C-Dur (Beethoven), SWR Symphonieorchester Baden-Baden und Freiburg
- 2009: Franz Lehár: Friederike, Festival Radio France et Montpellier Languedoc-Roussillon 2009

## Auszeichnungen
- 1990: 3. Preis bei dem Wettbewerb in Logroño, Spanien,
- 1993: 3. Platz bei dem Gesangswettbewerb Neue Stimmen in Gütersloh,
- 1994 Bayerischer Förderpreis für Darstellende Künstler
- 2015 Premios liricos Campoamor als Beste Sängerin von Zarzuela und spanischer Oper